# Ioculatores
Ioculatores (Eigenschreibweise: IOCULATORES) war ein 1984 in Leipzig gegründetes Ensemble, das sich seit 1988 ausschließlich mit der Musik des abendländischen Mittelalters beschäftigte. Die Gruppe gilt als eines der ersten Ensembles für authentische mittelalterliche Musik in Ostdeutschland. Dafür musizierten die Mitglieder auf Instrumenten, die typisch für die Zeit des 10.–15. Jahrhunderts waren und nach überlieferten Originalen, historischen Bildzeugnissen und Beschreibungen von den Ensemblemitgliedern zum Teil selbst rekonstruiert wurden. Im Jahr 2009 löste sich die Gruppe nach einem Abschiedskonzert auf dem von ihm initiierten Festival für mittelalterliche Musik „montalbâne“ in Freyburg an der Unstrut auf.

## Namensherkunft
Der lateinische Begriff Ioculatores beschreibt die Spielleute und Gaukler des Mittelalters. Die Spielleute, zu denen Spaßmacher, Dichtersänger und Musikanten gehörten, wurden zum fahrenden Volk gezählt. Sie boten ihre Künste vor dem einfachen Volk auf öffentlich Plätzen und Jahrmärkten aber auch bei Hofe dar. Trotz starker sozialer und sittlicher Stigmatisierung durch die Kirche erfüllten die Ioculatores das Bedürfnis nach Unterhaltung und Kultur und wurden daher auch von Bischöfen und Äbten beschäftigt. Im Spätmittelalter kam es teilweise zu einer Entstigmatisierung der Spielleute, den Trägern der reichen musikalischen Kultur des Mittelalters. Entsprechend dieser Tradition gehörten weltliche mittelalterliche Tanzmusik, die Kunst der Minnelyrik und geistliche Musik zum Repertoire des Leipziger Ensembles.

## Ensemblegeschichte

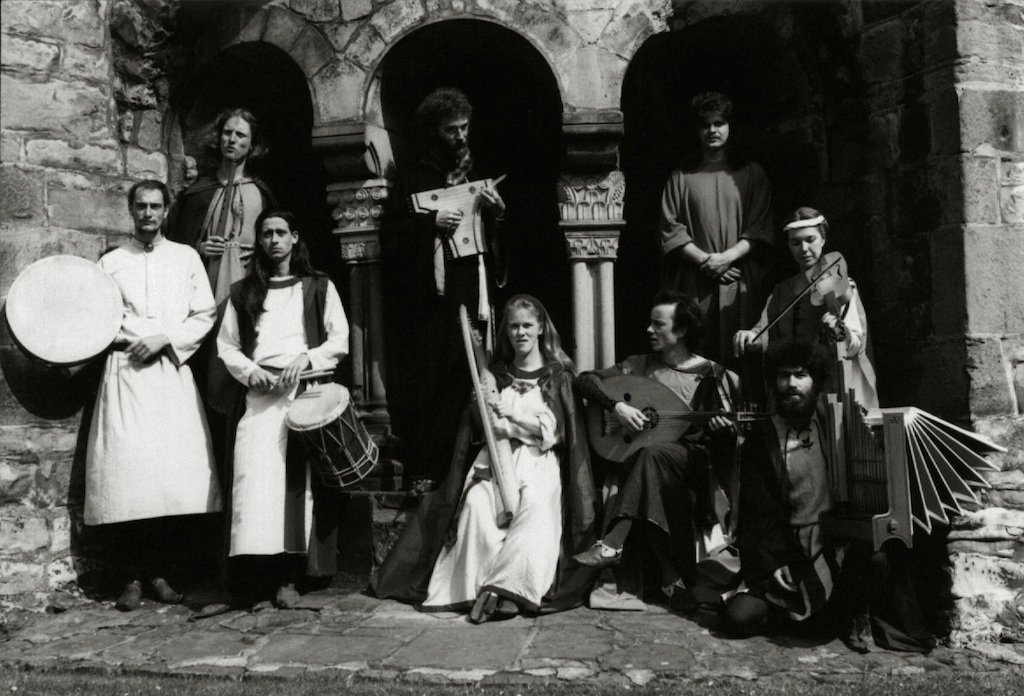
Die Ioculatores 1993 bei der Eröffnung der Straße der Romanik im Dom zu Magdeburg

Die Gruppe, die sich damals noch Fidolin nannte, bildete sich 1984 um sechs Leipziger Schüler, die vornehmlich deutsche Folklore spielten. Erst in den nächsten Jahren schwenkte das Ensemble über zur älteren Renaissance- und anschließend ganz und gar zur mittelalterlichen Musik. Der erste große Auftritt des Ensembles in diesem Genre, inzwischen erweitert um Susanne Ansorg und Alexander Dinter, erfolgte im April 1989 auf der Folklore-Werkstatt in Ilmenau. Die Zuschauer und Jury waren derart begeistert, dass über Nacht ein Sonderpreis geschaffen wurde, für den es bis dato keine Kategorie gab. Zu diesem Konzert änderte die Gruppe ihren Namen in Ioculatores.
In den Folgejahren gab das Ensemble Konzerte in ganz Deutschland und auf mehren Reisen in Russland, Frankreich und der Tschechischen Republik. Von besonderer Bedeutung war dabei das erste Benefizkonzert im März 1990 zugunsten des Wiederaufbaus der Doppelkapelle von Schloss Neuenburg. Im Jahr 1991 lernten die Ensemblemitglieder den Historiker Jörg Peukert kennen, der sich der Gruppe als Sprecher und Rezitator anschloss und ab 2003 Verwalter und Museumsdirektor von Schloss Neuenburg wurde. Im Oktober 1991 initiierte das Ensemble die Internationalen Tage der mittelalterlichen Musik in Sachsen-Anhalt (ab 1998 unter dem Namen „montalbâne“), damals und auch im Folgejahr in der Doppelkapelle zu Landsberg, seit 1993 auf Schloss Neuenburg und in der Freyburger Stadtkirche St. Marien. Mit zahlreichen Künstlern aus über 30 Nationen gehört das von Susanne Ansorg geleitete Festival bis heute (Stand 2024) zu den bedeutendsten Veranstaltungen für mittelalterliche Musik in Europa. Auch musiktheoretisch werden die aktuellen Forschungserkenntnisse bei der Erschließung der Musik des Mittelalters, ob in der Quellenlage oder der Aufführungspraxis, beim Festival betrachtet. So finden u. a. Musikworkshops und Vorträge statt. Neben dem Musikfestival engagierte sich die Gruppe bei zahlreichen anderen Kulturprojekten in Sachsen-Anhalt. Im Besonderen wirkte sie 1993 an der offiziellen Eröffnungsveranstaltung des Tourismus-Projektes Straße der Romanik im Magdeburger Kloster Unser Lieben Frauen mit oder im August 1998 bei den Feierlichkeiten zum 900. Geburtstag Konrads von Wettin, beim Festkonzert in der Stiftskirche auf dem Petersberg bei Halle. Im September 1998 erfolgt dann die Gründung des „Musik- und Kulturzentrums Schloss Goseck“ in Zusammenarbeit mit der Stiftung Dome und Schlösser in Sachsen-Anhalt (heute Kulturstiftung Sachsen-Anhalt). In der Folge zog Ensemblemitglied Sebastian Pank mit dem Label Raumklang von Leipzig nach Goseck um und übernahm zudem die Verwaltung des Schlosses.
Die ersten vier Alben des Ensembles sind bei diesem 1993 gegründeten CD-Verlag erschienen. Im November 2007 wurde Schloss Goseck nachträglich in die Straße der Romanik aufgenommen und 2008 erfolgte die Verleihung des Romanikpreises 2007 (in Silber) an das Ensemble Ioculatores für sein Engagement bei „montalbâne“ und auf Schloss Goseck. Neben Produktionen für Rundfunk (diverse Konzertmitschnitte und Ensembleportraits), Fernsehen, Hörspiel (Die Päpstin), Theater, Museen und Schulen entstand 1993 die erste CD mit Liedern und Tänzen des Mittelalters. In Zusammenarbeit mit dem Leipziger Kammerchor Josquin des Préz wurde im Oktober 1994 die Messe von Guillaume de Machaut aufgeführt (Thomaskirche zu Leipzig und Freyburg/Unstrut). Das zweite Album mit mittelalterlicher Weihnachtsmusik erlebte unter dem Titel fro fro 1995 im Gewandhaus zu Leipzig seine Premiere, in Zusammenarbeit mit der Schola Cantorum Leipzig. Im Herbst 2004 erschien mit media vita in morte sumus – Ein Spiel um die letzten Dinge das dritte Album des Ensembles. Anlässlich des 800. Geburtstages der Heiligen Elisabeth von Thüringen folgte 2007 die CD VITA S. ELISABETHæ in Co-Produktion mit Deutschlandradio Kultur und in Zusammenarbeit mit Ars Choralis Coeln und amarcord. Im Rahmen der XIX. Internationalen Tage der mittelalterlichen Musik „montalbâne“ (2009) feierte Ioculatores sein 25-jähriges Bestehen und verkündete gleichzeitig die Auflösung des Ensembles. Dennoch erschien im Jahr 2011 mit Der Erlauchte Fürst – Höfische Kultur zur Zeit des Naumburger Meisters noch ein fünftes und letztes Album, das passend zur Ausstellung auf Schloss Neuenburg veröffentlicht wurde und eine Zusammenstellung älterer Stücke umfasst. Nach der Auflösung spielen einige der ehemaligen Mitglieder im „montalbâne Ensemble“, im Ensemble „cantilena aurea“ sowie bei „La Ziriola“.

## Bedeutung und Spielweise
Die Ioculatores waren eines der ersten Ensembles der DDR, das die Musik des europäischen Mittelalters in all ihren Facetten auf die hiesigen Konzertbühnen brachte. Durch die vielfältigen europäischen Kontakte in der Wendezeit und den intensiven Austausch, besonders im Zuge des „montalbâne Festivals“, hat das Ensemble die junge Szene für authentische mittelalterliche Musik in Deutschland entscheidend geprägt und seinerseits von diesem musikalischen Austausch profitiert.
Von Bedeutung war dabei der reiche fachwissenschaftliche Hintergrund der einzelnen Ensemblemitglieder (Musik, Instrumentenbau, Musikwissenschaft, Musikpädagogik, Geschichte, Theologie). Dabei setzte das Ensemble auf ein möglichst originalgetreues Instrumentarium. Insbesondere Sebastian Pank und Veit Heller (stellv. Direktor des Musikinstrumentenmuseums der Universität Leipzig) haben sich intensiv mit dem Instrumentenbau des Mittelalters beschäftigt und Instrumente nach überlieferten Originalen, historischen Bildzeugnissen und alten Beschreibungen rekonstruiert. Durch die Studien der Musik (Hochschule für Musik und Theater „Felix Mendelssohn Bartholdy“: Sebastian Pank, Sabine Heller, Michael Metzler, Susanne Ansorg, Robert Weinkauf, Peter A. Bauer) und der Musikwissenschaften (Universität Leipzig Veit Heller) erfolgte eine weitere Professionalisierung der Gruppe. Dabei vermittelte insbesondere die Schweizer Musikhochschule für historische Musik Schola Cantorum Basiliensis in ihrer Verbindung von Musikpraxis und musiktheoretischer Forschung bedeutende Impulse (Susanne Ansorg, Michael Metzler, Miriam Anderson). Damit erreichte das Ensemble ein unverwechselbares Klangbild abseits des populären Mittelalter-Gothic. Da die aus dem Mittelalter überlieferte Notenschrift anders als moderne Notation aufgebaut ist und weniger Informationen beinhaltet (siehe Modalnotation und Mensuralnotation), bedarf es eines umfangreichen historischen Wissens hinsichtlich der Interpretation mittelalterlicher Musik. Auch dies ist ein Grund für die Bedeutung des Ensembles, das in seinem Ringen um authentische mittelalterliche Musik Maßstäbe in der Interpretation und Aufführungspraxis gesetzt hat.

## Diskografie

### Alben
- 1993: Lieder und Tänze des Mittelalters (Raumklang)
- 1995: frofro – Weihnachtsmusik des 10. – 15. Jahrhunderts (Raumklang)
- 2004: media vita in morte sumus – Ein Spiel um die letzten Dinge (Raumklang)
- 2007: VITA S. ELISABETHæ – Das Leben der heiligen Elisabeth von Thüringen. Zusammen mit Ars Choralis Coeln und amarcord. (Raumklang / Co-Produktion DeutschlandRadio Kultur)
- 2011: Der Erlauchte Fürst – Höfische Kultur zu Zeit des Naumburger Meisters. Zusammen mit Jörg Peukert. (Talanton in Co-Produktion mit Deutschlandfunk Kultur)

### Sonstiges
- 2000: Die Päpstin: Hörspiel. (Donna W. Cross / Audio Verlag / MDR). Musikalische Untermalung und Begleitung des Hörspiels